# مناهضة البيداغوجيا
مناهضة البيداغوجيا أو مناهضة الأساليب التربوية هي نظرية نقدية تدرس الديناميكيات التربوية التقليدية، ولا سيما التدقيق في ممارسة السلطة الأبوية أو التعليمية باعتبارها انتهاكًا لحقوق الإنسان. يلفت التنوير المناهض للبيداغوجيا الانتباه إلى الآثار الضارة للتربية التقليدية ويدافع عن المساواة بين الأجيال. في عام 1975، وضع إيكهارد فون برونمول الأساس لهذه النظرية من خلال منشوره "مناهضة البيداغوجيا – دراسات حول إلغاء التعليم".